# Conclave de 1774-1775
O Conclave de 1774 a 1775 (5 de outubro a 15 de fevereiro) foi convocado após a morte do Papa Clemente XIV e terminou com a eleição do cardeal Giovanni Angelo Braschi, que adotou o nome de Papa Pio VI.

## Morte de Clemente XIV

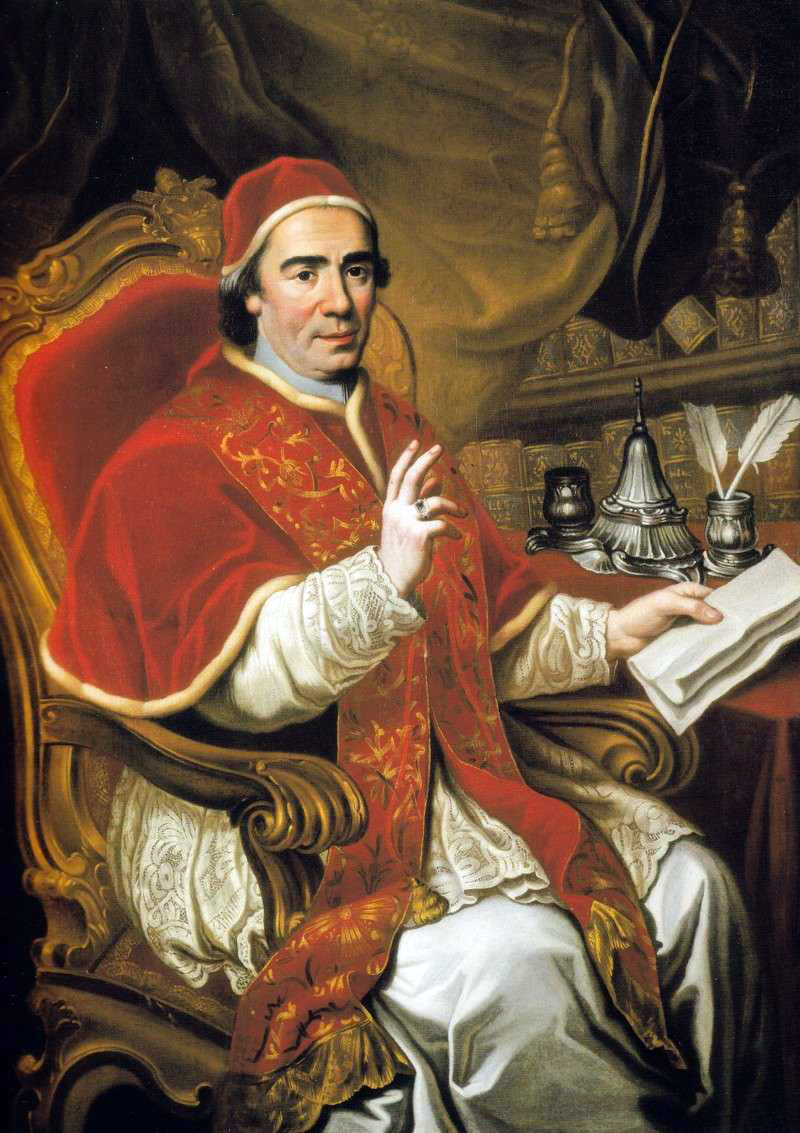
Clemente XIV suprimiu a Companhia de Jesus

O papa Clemente XIV morreu repentinamente em 22 de setembro de 1774, aos 68 anos de idade. Seu pontificado foi dominado pelo problema da Companhia de Jesus. Os vários tribunais da Casa de Bourbon e do Reino de Portugal (da Casa de Bragança) pediram a supressão geral da ordem. O papa tentou defender os jesuítas e temporizar, mas finalmente teve que capitular, e em 1773 lançou o Breve Dominus ac Redemptor que suprimiu a Companhia de Jesus. O padre Lorenzo Ricci, general da ordem, havia sido preso no Castel Sant'Angelo. No entanto, os jesuítas ainda tinham muitos adeptos no Cúria Romana e no Colégio Sagrado dos Cardeais. A atitude em relação aos jesuítas permaneceu o principal critério de apreciação dos candidatos à sucessão papal no conclave subsequente.
A morte de um papa freqüentemente representava uma oportunidade para os cidadãos de Roma exalarem seus sentimentos anticlericais, freqüentemente no contexto de sátiras, às vezes obscenas, dirigidas ao papa tardio ou aos cardeais. Em 1774, o governador de Roma teve a oportunidade de banir um drama intitulado Conclave por ofender a "dignidade, decoro e representação venerável do Colégio Sagrado, bem como de outras pessoas como sujeitos".

## Divisões no Colégio Sagrado
O Colégio dos Cardeais geralmente era dividido em dois blocos: curial, pró-jesuíta (zelanti) e político, anti-jesuíta. O primeiro foi formado pelos cardeais curiais italianos que se opunham às influências seculares na Igreja. O segundo incluía os cardeais-coroas dos tribunais católicos. Esses dois blocos não eram de forma alguma homogêneos. Zelanti foram divididos em facções moderadas e radicais. O bloco anti-jesuíta foi dividido em vários grupos nacionais com interesses diferentes.
O líder de Zelanti foi o cardeal Marcantonio Colonna. Os outros representantes dessa facção eram Giovanni Battista Rezzonico, seu parente Carlo Rezzonico, que ocupava o importante escritório do Camerlengo da Santa Igreja Romana, Gian Francesco Albani, decano do Colégio de Cardeais, e Alessandro Albani, arquidiácono do Colégio. Os Rezzonichi representavam a ala radical dessa facção, enquanto os albaneses e Colonna representavam a ala moderada. Entre os cardeais anti-jesuítas, o principal líder era o cardeal de Bernis, embaixador de Luís XVI de França. Os interesses de Carlos III de Espanha foram representados por Cardona, interesses de Fernando I das Duas Sicílias por Orsini, enquanto os de Maria Teresa da Áustria e seu filho José II do Sacro Império Romano-Germânico, estavam sob os cuidados de Migazzi e Corsini. Também muito influente foi o cardeal Giraud, ex- núncio na França. Vários cardeais não foram contados entre os membros dessas facções.
Não havia nenhum favorito principal do conclave. Cerca de trinta cardeais foram considerados papabile.

## Conclave
O conclave começou em 5 de outubro de 1774. Inicialmente, havia apenas 28 participantes. Em meados de dezembro, seu número chegava a apenas 39, mas no final do conclave chegaram mais cinco cardeais.
O cardeal Marcantonio Colonna, aproveitando o pequeno número de eleitores, a maioria cardeais de curial pertencentes à sua facção zelanti, tentou libertar o padre Ricci da prisão. Essa iniciativa obteve apoio do camerlengo Carlo Rezzonico e do cardeal de York, mas a facção anti-jesuíta era forte o suficiente para frustrá-la.
Todos os dias, pelo menos, uma votação acontecia, mas nenhum candidato com sérias chances para a eleição foi proposto no início, porque o número de eleitores era relativamente pequeno e eles eram obrigados a aguardar a chegada dos demais, principalmente dos representantes da tribunais que não residiam em Roma. Zelanti votou principalmente em seu líder Colonna, que recebeu o maior número de votos nessas votações iniciais, mas certamente não teve chances de garantir a maioria necessária de dois terços. Alguns outros candidatos também foram apresentados pelos Zelanti, mas todos foram rejeitados pelos cardeais como pró-jesuítas. Contra a candidatura de Giovanni Carlo Boschi.os tribunais Bourbon chegaram a pronunciar o veto papal oficial.
Embora as facções da corte cooperassem com o bloqueio dos candidatos Zelanti , eles não conseguiram chegar a um acordo. A Espanha apoiou Pallavicino, enquanto a Áustria favoreceu Visconti, um ex-núncio em Viena. No final de 1774, o nome do jovem cardeal Giovanni Angelo Braschi foi levantado pela primeira vez. Braschi pertencia à ala moderada da facção Zelanti. Ele foi promovido pelo cardeal Giraud e obteve um número significativo de votos. Os coronéis-cardeais rejeitaram Braschi como pró-jesuíta,  embora o cardeal de Bernis em seu relatório para a corte francesa o considerasse um homem moderado e não excluísse seu apoio no futuro, se nenhum candidato melhor fosse encontrado. Sem consensofoi alcançado antes do final de 1774.
Em janeiro de 1775, os cardeais Migazzi, Borromeo, Caracciolo, Pallavicino e Visconti foram propostos pelas facções políticas, mas sem nenhum sucesso significativo, porque Zelanti rejeitou todos os candidatos recomendados pelos monarcas. O cardeal Zelada tentou mediar entre facções, propondo reduzir o número de candidatos a seis, dos quais cada um dos dois blocos tinha que avançar três e eleger aquele que seria o mais aceitável para todos. Mas essa iniciativa também falhou.

Brasão de armas de Pio VI.

Gradualmente, os cardeais franceses de Bernis e Luynes chegaram à conclusão de que era impossível encontrar um candidato melhor com chances de eleição do que o inicialmente rejeitado cardeal Braschi. Este foi o ponto de virada do conclave. A candidatura de Braschi ganhou aliados importantes e influentes. Mas Espanha e Portugal ainda se opunham a ele como favorável demais aos jesuítas. Braschi também tinha alguns oponentes na ala radical de seu próprio partido. Para garantir a maioria exigida, o cardeal de Bernis se alinhou ao cardeal Zelada, que atuou como mediador: de Bernis teve que convencer as facções políticas, enquanto Zelada teve que superar a oposição entre os radicais Zelanti. O cardeal Albani também se envolveu na promoção de Braschi.
O cardeal Zelada conseguiu o apoio de Zelanti sem problemas sérios. O candidato da Espanha, Pallavicino, declarou abertamente que não aceitaria a tiara e apoiou Braschi. As outras facções políticas concordaram quando Braschi prometeu a ratificação da Supressão da Companhia de Jesus, sua amizade à Casa de Bourbon e à Casa de Habsburgo, e concordaram em ser guiados pelos aliados na distribuição de escritórios do Estado.

## Eleição de Pio VI
Em 15 de fevereiro de 1775, após 134 dias de deliberação, no 265º escrutínio, o cardeal Giovanni Angelo Braschi foi eleito para o papado, recebendo todos os votos, exceto os seus próprios, que, segundo o costume, deu a Gian Francesco Albani, Decano do Colégio dos Cardeais. Ele tomou o nome de Pio VI, em honra de São Pio V.
Em 22 de fevereiro de 1775, o papa eleito foi consagrado bispo de Roma pelo cardeal Dean Gian Francesco Albani, bispo de Porto-Santa Rufina, assistido pelo subdiretor Henrique Benedito Stuart, bispo de Frascati, e Camerlengo Carlo Rezzonico, bispo de Sabina. No mesmo dia, ele também foi solenemente coroado pelo cardeal Alessandro Albani, protodiácono de Santa Maria em Via Lata.
| Duração            | 5 meses                  |
| Numero de VOTAÇÕES | 265                      |
| Eleitores          | 38                       |
| ------------------ | ------------------------ |
| Europa             | 38                       |
| Italianos          | 38                       |
| PAPA MORTO         | CLEMENTE XIV (1769-1774) |
| PAPA ELEITO        | PIO VI (1775 - 1799)     |

## Cardeais Eleitores[14]
| Concistoro                     | 1774-1775 |
| ------------------------------ | --------- |
| Julho 1721                     | 1         |
| Consistórios de Inocêncio XIII | 1         |
| Setembro 1743                  | 1         |
| Abril 1747                     | 2         |
| Julho 1747                     | 1         |
| Novembro 1753                  | 4         |
| Abril 1754                     | 1         |
| Abril 1756                     | 5         |
| Consistórios de Bento XIV      | 15        |
| Setembro 1758                  | 1         |
| Outubro 1758                   | 1         |
| Setembro 1759                  | 6         |
| Novembro 1761                  | 4         |
| Julho 1763                     | 2         |
| Julho 1766                     | 2         |
| Setembro 1766                  | 7         |
| Consistórios de Clemente XIII  | 23        |
| Janeiro 1770                   | 1         |
| Agosto 1770                    | 1         |
| Setembro 1770                  | 2         |
| Dezembro 1770                  | 2         |
| Junho 1771                     | 2         |
| Setembro 1771                  | 1         |
| Dezembro 1771                  | 1         |
| Dezembro 1772                  | 1         |
| Março 1773                     | 1         |
| 19 Abril 1773                  | 2         |
| 26 Abril 1773                  | 2         |
| Consistórios de Clemente XIV   | 16        |
| Total                          | 55        |

| Criado por                  | Cardeais | Por Cento |
| --------------------------- | -------- | --------- |
| Papa Inocêncio XIII (IXIII) | 01       | 1,82 %    |
| Papa Bento XIV (BXIV)       | 015      | 27,27 %   |
| Papa Clemente XIII (CXIII)  | 023      | 41,82 %   |
| Papa Clemente XIV (CXIV)    | 016      | 29,09 %   |
| Total                       | 55       | 100 %     |

## Cardeais Eleitores

### Cardeais Bispos
| Nº | Nome                                 | Consistório   | Papa  |
| -- | ------------------------------------ | ------------- | ----- |
| 1  | Fabrizio Serbelloni                  | Novembro 1753 | BXIV  |
| 2  | Giovanni Francesco Albani            | Abril 1747    | BXIV  |
| 3  | Henry Benedict Stuart                | Julho 1747    | BXIV  |
| 4  | Carlo Rezzonico                      | Setembro 1758 | CXIII |
| 5  | François-Joachim de Pierre de Bernis | Outubro 1758  | CXIII |

### Cardeais Presbíteros
| Nº | Nome                                      | Consistório   | Papa  |
| -- | ----------------------------------------- | ------------- | ----- |
| 6  | Carlo Vittorio Amedeo Ignazio delle Lanze | Abril 1747    | BXIV  |
| 7  | Vincenzo Malvezzi Bonfioli                | Novembro 1753 | BXIV  |
| 8  | Antonino Sersale                          | Abril 1754    | BXIV  |
| 9  | Francisco de Solís Folch de Cardona       | Abril 1756    | BXIV  |
| 10 | Paul d'Albert de Luynes                   | Abril 1756    | BXIV  |
| 11 | Girolamo Spinola                          | Setembro 1759 | CXIII |
| 12 | Giuseppe Maria Castelli                   | Setembro 1759 | CXIII |
| 13 | Gaetano Fantuzzi                          | Setembro 1759 | CXIII |
| 14 | Marco Antônio Colonna                     | Setembro 1759 | CXIII |
| 15 | André Corsini                             | Setembro 1759 | CXIII |
| 16 | Christoph Anton von Migazzi               | Novembro 1761 | CXIII |
| 17 | Simone Buonaccorsi                        | Julho 1763    | CXIII |
| 18 | Giovanni Ottavio Bufalini                 | Julho 1766    | CXIII |
| 19 | Giovanni Carlo Boschi                     | Julho 1766    | CXIII |
| 20 | Ludovico Calini                           | Setembro 1766 | CXIII |
| 21 | Antonio Branciforte Colonna               | Setembro 1766 | CXIII |
| 22 | Lazzaro Opizio Pallavicini                | Setembro 1766 | CXIII |
| 23 | Vitaliano Borromeo                        | Setembro 1766 | CXIII |
| 24 | Pietro Colonna Pamphili                   | Setembro 1766 | CXIII |
| 25 | Urbano Paracciani Rutili                  | Setembro 1766 | CXIII |
| 26 | Mario Marefoschi                          | Janeiro 1770  | CXIV  |
| 27 | Scipione Borghese                         | Setembro 1770 | CXIV  |
| 28 | Antonio Eugenio Visconti                  | Junho 1771    | CXIV  |
| 29 | Bernardino Giraud                         | Junho 1771    | CXIV  |
| 30 | Innocenzo Conti                           | Setembro 1771 | CXIV  |
| 31 | Gennaro Antonio de Simone                 | Março 1773    | CXIV  |
| 32 | Francesco Carafa della Spina di Traetto   | 19 Abril 1773 | CXIV  |
| 33 | Francesco Saverio de Zelada               | 19 Abril 1773 | CXIV  |
| 34 | Giovanni Angelo Braschi                   | 26 Abril 1773 | CXIV  |

### Cardeais Diáconos
| Nº | Nome                         | Consistório   | Papa  |
| -- | ---------------------------- | ------------- | ----- |
| 35 | Alessandro Albani            | Julho 1721    | IXIII |
| 36 | Domenico Orsini de Aragão    | Setembro 1743 | BXIV  |
| 37 | Ludovico Maria Torriggiani   | Novembro 1753 | BXIV  |
| 38 | Giovanni Costanzo Caracciolo | Setembro 1759 | CXIII |
| 39 | Andrea Negroni               | Julho 1763    | CXIII |
| 40 | Benedetto Veterani           | Setembro 1766 | CXIII |
| 41 | Giovanni Battista Rezzonico  | Setembro 1770 | CXIV  |
| 42 | Antonio Casali               | Dezembro 1770 | CXIV  |
| 43 | Pasquale Acquaviva d'Aragona | Dezembro 1770 | CXIV  |
| 44 | Francesco D'Elci             | 26 Abril 1773 | CXIV  |